# Aldo Ramírez
Aldo Leão Ramírez Sierra (Santa Marta, 18 aprile 1981) è un ex calciatore colombiano, di ruolo centrocampista.